# Anisolabididae
Anisolabididae es una familia de insectos en el suborden Forficulina del orden Dermaptera. Es una de las nueve familias del suborden Forficulina, y contiene 38 géneros organizados en 13 subfamilias.

## Subfamilias
La familia incluye las siguientes subfamilias:
- Anisolabidinae (contiene 25 géneros, citadas por Srivastava y Chen & Ma.[6][7] Steinmann[8] en 1986, 1989, 1990, y 1993 clasificó los géneros en las subfamilias Carcinophorinae y Gonolabiinae, que son sinónimos de  Anisolabidinae.[9] Otros sinónimos son Placolabidinae y Titanolabiinae. Los géneros de esta subfamilia son Aborolabis, Anisolabella, Anisolabis, Apolabis, Capralabis, Carcinophora, Epilabis, Epilandex, Euborellia, Flexiolabis, Foramenolabis, Gonolabis, Mongolabis, Placolabis, Gonolabina, Gonolabis, Heterolabis, Indolabis, Metalabis, Neolabis, Ornatolabis, Paraflexiolabis, Thekalabis, Titanolabis, y Zacheria)
- Anophthalmolabiinae (contiene un género, Anophthalmolabis, citados por Steinmann y Srivastava[6][8]
- Antisolabiinae (contiene un género, Antisolabis, citado por Steinmann y Srivastava)[6][8]
- Brachylabinae (contiene tres géneros: Brachylabis, Ctenisolabis, Metisolabis. Ctenisolabis y Metisolabis citados por Steinmann y Srivastava,[6][8] mientras que Brachylabis fue citado por Steinmann, Srivastava, y Chen & Ma)[6][7][8]
- Idolopsalinae (contiene un género, Idolopsalis, citado por Steinmann y Srivastav)[6][8]
- Isolabiinae (contiene cuatro géneros: Africolabis, Geracodes, Isolabis, y Pterolabis, citados solo por  Steinmann)[8]
- Parisolabiinae (contiene dos géneros, Parisolabis y Parisopsalis. Citados por Steinmann y Srivastava)[6][8]
- Platylabiinae (contiene un género, Platylabia, citado por Steinmann, Srivastava, y Chen & Ma)[6][7][8]

Incertae sedis:
El género †Toxolabis fue descripto en 2014 a partir de un resto fósil de un macho recuperado de un ámbar de Burma. La especie T. zigrasi coincide con los miembros de Anisolabididae.  Debido a la calidad de la preservación, los autores que le describieron no pudieron determinar una ubicación más específica en la familia.